# レギュラーネットワーク方式
レギュラーネットワーク方式（レギュラーネットワークほうしき）とは、複数の特別高圧または高圧フィーダーに接続された変圧器を、ネットワークプロテクタを通して網目状の低圧幹線で並行運転させる、配電方式である。
日本では、低圧受電需要家の割合が高く、非常に需要密度の高い繁華街の一部で用いられている。

## 特徴
- 非常に信頼性が高い。
- ネットワークプロテクタなどの保安装置が高価である。